# Chthonic
Chthonic (chiń. trad. 閃靈樂團; pinyin Shǎnlíng Yuètuán) – tajwańska grupa muzyczna wykonująca melodic black metal, łącząca wpływy tradycyjnej muzyki ludowej kultury wschodu. Szereg krytyków muzycznych, a także sam zespół identyfikuje swą twórczość jako oriental metal. Grupa powstała w 1995 roku w Tajpej z inicjatywy wokalisty Freddy’ego Lima. Do 2014 roku zespół wydał osiem albumów studyjnych. Poza rodzimym Tajwanem Chthonic cieszy się, prawdopodobnie, największą popularnością w Japonii. Pięć z licznych wydawnictw formacji trafiło na tamtejszą listę przebojów Oricon. W 2003 roku grupa otrzymała nagrodę tajwańskiego przemysłu muzycznego 金曲奖 (Golden Melody Awards). Lider zespołu Freddy Lim, poza działalnością artystyczną, pozostaje także aktywnym politykiem oraz działaczem na rzecz praw człowieka.

## Historia

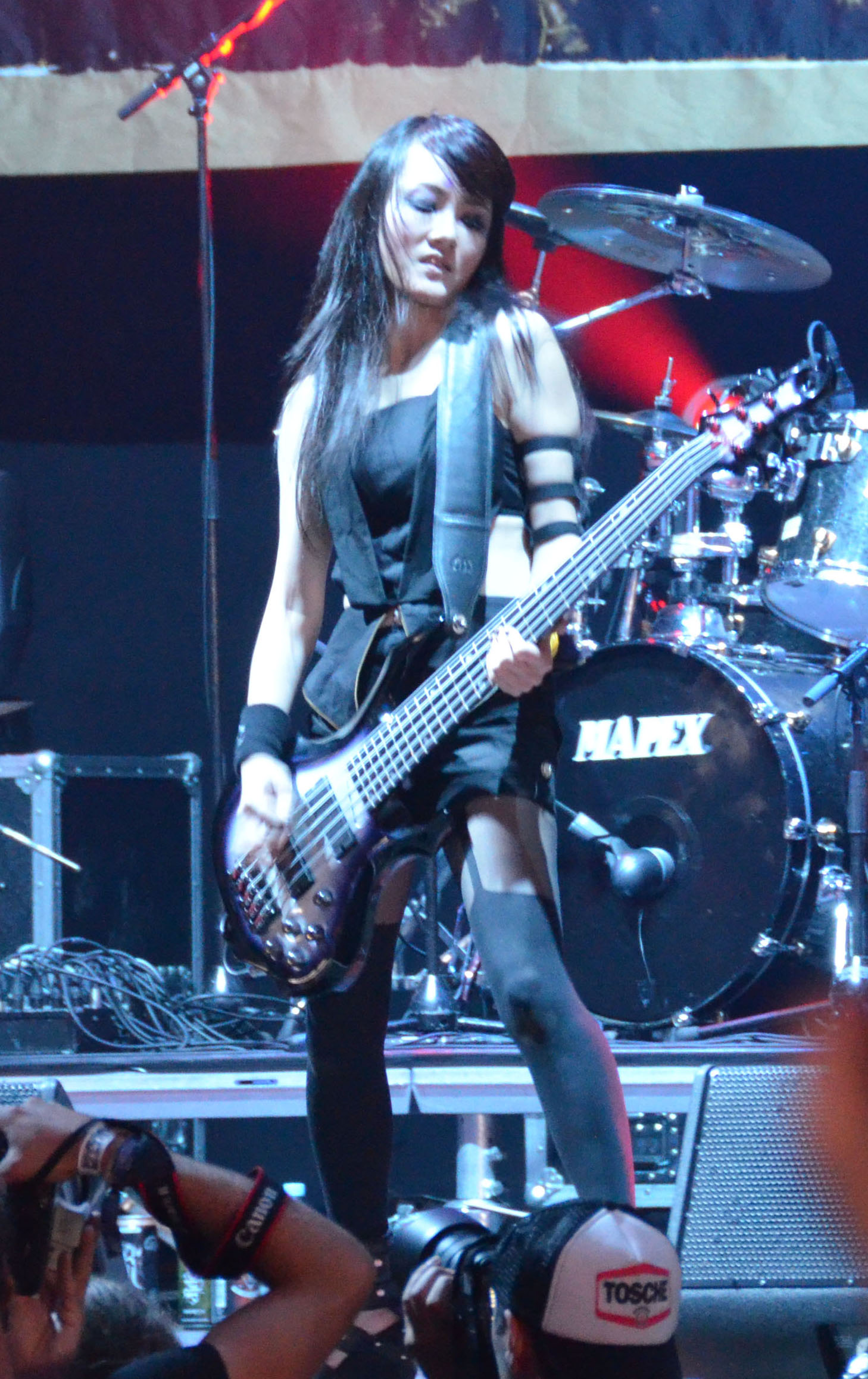
Doris Yeh (Thunder Tears) podczas koncertu na festiwalu Wacken Open Air w Niemczech w 2012 roku

Grupa powstała w 1995 roku w Tajpej z inicjatywy wokalisty Freddy’ego Lima. Nazwa formacji pochodzi od greckiego słowa chthónios (χθόνιος) "w, pod, poniżej ziemi". Początkowo skład zespołu stanowili szkolni koledzy Lima. Ostatecznie regularny skład Chthonic został uformowany w 1998 roku. Poza grającym na erhu, a także pełniącym funkcję wokalisty Limem w skład grupy weszli keyboardzistka Ambrosia, basista Xiao-Yu, perkusista Xiao-Wang oraz gitarzysta Zac Chang. Także w 1998 roku ukazało się debiutanckie demo formacji zatytułowane 越海 第二乐章 - 深耕 (Deep Rising). Natomiast rok później, nakładem oficyny Fredmosa Records do sprzedaży trafiło jednoutworowe demo pt. 夢魘 (Nightmare).
Debiutancki album długogrający formacji zatytułowany 祖靈之流 (Where the Ancestors' Souls Gathered) ukazał się w lutym 1999 roku nakładem własnym. Nagrania zostały wyprodukowane przez Jana Borsinga, znanego m.in. ze współpracy z grupami Panzerchrist i Illdisposed. Wydawnictwo było promowane podczas trasy koncertowej w Tajwanie na tamtejszych uniwersytetach. 8 maja 2000 roku nakładem wytwórni muzycznej Cyrstal ukazał się drugi album studyjny grupy pt. 靈魄之界 (9th Empyrean). Trzeci album studyjny zespołu zatytułowany 永劫輪迴 (Relentless Recurrence) trafił do sprzedaży 1 kwietnia 2002 roku. Do prac nad płytą Chthonic ponownie zaangażował producenta muzycznego Jana Borsinga. Rok później ukazał się pierwszy album koncertowy Chthonic 震氣蔓延 1995～2002 (Spread the Qi 1995 to 2002). Także w 2003 roku grupa otrzymała nagrodę tajwańskiego przemysłu muzycznego 金曲奖 (Golden Melody Awards) w kategorii Best Rock Group.
30 lipca 2005 roku został wydany czwarty album studyjny zespołu pt. 賽德克巴萊 (Seediq Bale). Nagrania zostały wyprodukowane przez Jana Borsinga, który współpracował z Chthonic po raz trzeci. Płyta trafiła do sprzedaży nakładem firmy TRA Music. Wydawnictwo było promowane teledyskiem do utworu "Progeny Of Rmdax Tasing". 18 września 2006 roku ukazał się drugi album koncertowy Chthonic - 登基十年 演唱會 (A Decade on the Throne). W lipcu i sierpniu 2007 roku jako pierwszy azjatycki zespół Chthonic wziął udział w objazdowym festiwalu Ozzfest w Stanach Zjednoczonych. Piąty album formacji pt. 十殿 (Mirror of Retribution) ukazał się 10 sierpnia 2009 roku nakładem wytwórni muzycznej ULoud Music. Płyta została zarejestrowana we współpracy z producentem muzycznym Robem Caggiano, znanym z występów w zespole Anthrax. W ramach promocji do pochodzącej z płyty piosenki "Forty Nine Theurgy Chains" powstał wideoklip. We wrześniu grupa udała się do USA, gdzie koncertowała wraz z formacjami Satyricon i Bleeding Through. Po zakończonej w listopadzie trasie zespół wyjechał do Wielkiej Brytanii, gdzie kontynuował koncerty jako headliner. W 2010 roku zespół promował swój piąty album podczas licznych koncertów w Azji, m.in. w Hongkongu i Singapurze. Pod koniec roku zespół odbył trasę koncertową w Wielkiej Brytanii w ramach United Kingdom Of Heavy Metal Tour, poprzedzając m.in. Arch Enemy i Grand Magus.
W pierwszej połowie 2011 roku zespół koncertował w Europie. Grupa wystąpiła m.in. na brytyjskim Download Festival oraz niemieckiej imprezie Wave Gotik Treffen. 6 lipca 2011 roku ukazał się szósty album studyjny zespołu zatytułowany 高砂軍 (Takasago Army). Album dotarł do 122. miejsca japońskiej listy przebojów – Oricon. Wydawnictwo było promowane teledyskami do utworów "Takao", "Broken Jade" oraz "Quell The Souls In Sing Ling Temple". We wrześniu i październiku zespół towarzyszył szwedzkiej formacji Arch Enemy poprzedzając jej występy w Stanach Zjednoczonych i Kanadzie. następnie w październiku i listopadzie grupa koncertowa w Europie wraz z fińską grupą Turisas. Z kolei w grudniu Chthonic koncertował ponownie z Arch Enemy, tym razem w Europie. 15 lutego 2012 roku ukazał się drugi koncertowy materiał kwintetu pt. 醒靈寺大決戦 (Final Battle at Sing Ling Temple). Nagrania trafiły do sprzedaży nakładem fińskiej wytwórni muzycznej Spinefarm Records. Dalsze miesiące upłynęły dla zespołu pod znakiem licznych koncertów festiwalowych. Muzycy wzięli udział m.in. w Hammersonic Festival w Indonezji, RockHarz Open Air w Niemczech, Fuji Rock Festival w Japonii oraz Bloodstock Open Air w Wielkiej Brytanii.
Siódmy album Chthonic pt. 武徳 (Bú-Tik) został wydany 29 maja 2013 roku przez wytwórnię muzyczną Ciongzo Idea. Premierę poprzedziła japońska trasa koncertowa zwiastująca nagrania. Wyprodukowany przez Rickarda Bengtsona materiał zajął 52. miejsce tamtejszej listy przebojów. Wydawnictwo było promowane teledyskami do utworów "Defenders Of Bú-Tik Palace", "Sail Into The Sunset's Fire", "Supreme Pain For The Tyrant", "Set Fire To The Island" oraz "Next Republic". W czerwcu grupa udała się do Wielkiej Brytanii, gdzie wystąpiła w ramach Download Festival. 2 listopada ukazał się czwarty album koncertowy grupy pt. 演武 (Ián-Bú). Wydany na płytach CD i DVD materiał dotarł do 102. miejsca najpopularniejszych wydawnictw DVD w Japonii. Również w listopadzie zespół dał szereg koncertów w Europie poprzedzającej występy norweskiej formacji Satyricon. Na początku 2014 roku zespół udał się do Japonii, gdzie odbył krótką trasę koncertową. Następnie w kwietniu muzycy dali szereg koncertów w Stanach Zjednoczonych m.in. u boku zespołów Korpiklaani i Turisas. Latem Chthonic wystąpił na festiwalach Wacken Open Air oraz Brutal Assault. 29 września 2014 roku ukazał się ósmy album studyjny zespołu pt. 失竊千年 (Timeless Sentence). Na płycie znalazły się przearanżowane utwory z dorobku Chthonic utrzymane w stylistyce akustycznego folku. Wydawnictwo zajęło 216. miejsce japońskiej listy przebojów.

## Muzycy

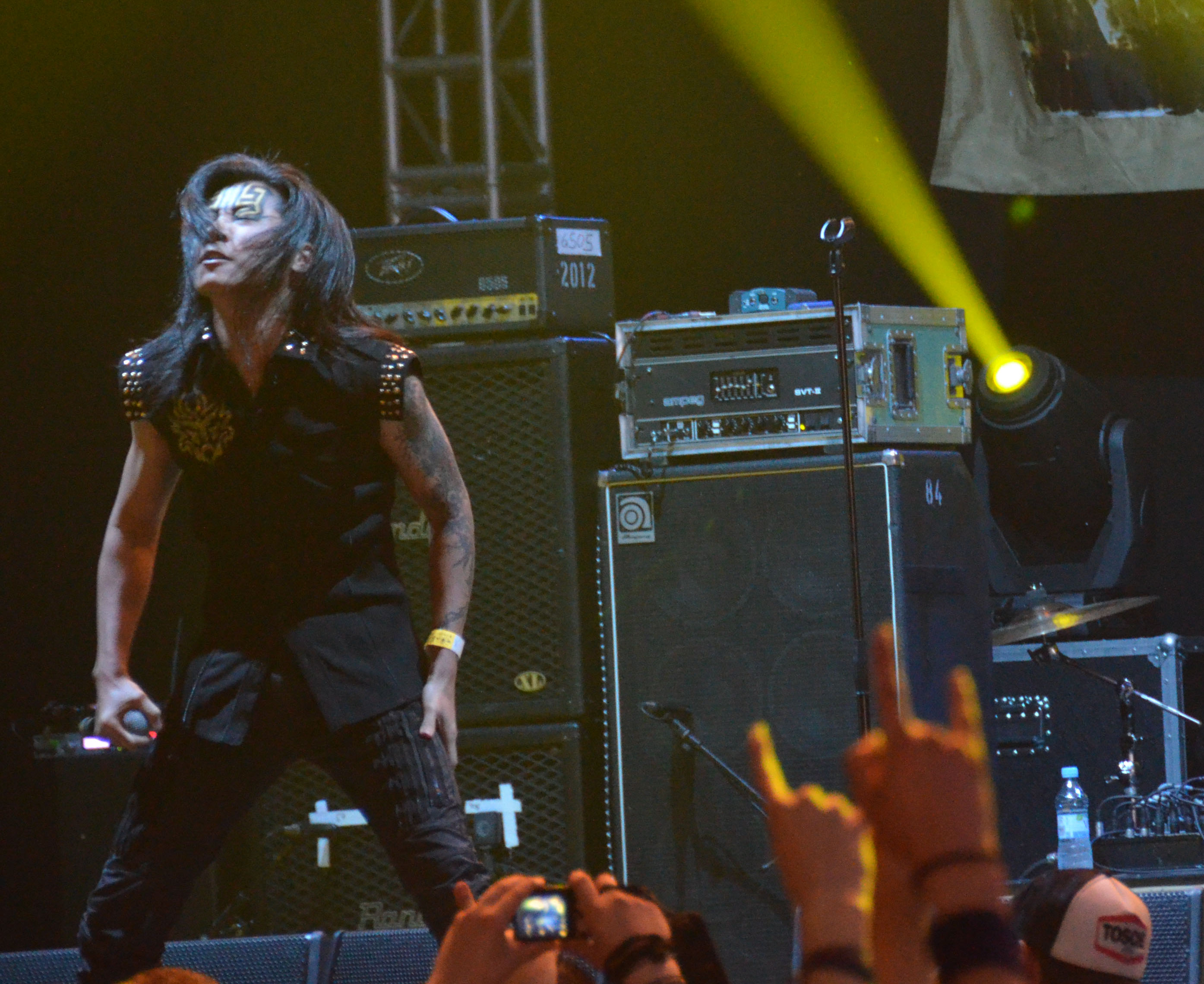
Freddy Lim (Left Face of Maradou) podczas koncertu na festiwalu Wacken Open Air w Niemczech w 2012 roku

| Obecny skład zespołu - Freddy Lim (Left Face of Maradou) – wokal prowadzący, erhu (od 1995) - Doris Yeh (Thunder Tears) – gitara basowa, wokal wspierający (od 1999) - Jesse Liu (The Infernal) – gitara, wokal wspierający (od 2000) - Dani Wang (Azathothian Hands) – perkusja (od 2005) - CJ Kao (Dispersed Fingers) – instrumenty klawiszowe (od 2005) Muzycy koncertowi - Dan Mullins – perkusja (2012) - Sebastian Lanser – perkusja (2012) - Robert Kovačič – perkusja (2013) Muzycy sesyjni - Reno Kiilerich – perkusja (2005) |  | Byli członkowie zespołu - Su-Nong Chao (The Bloody String) – erhu (2005–2008) - Alexia – instrumenty klawiszowe (2004–2005) - A-Jay Tsai – perkusja (1999–2004) - Luis – instrumenty klawiszowe (2003–2004) - Sheryl – instrumenty klawiszowe (2002–2003) - Vivien Chen – instrumenty klawiszowe, wokal wspierający (2001–2002) - Ambrosia – instrumenty klawiszowe, wokal wspierający (1995–2001) - Null – gitara (1999–2000) - Xiao-Wang – perkusja (1997–1999) - Zac Chang – gitara (1998–1999) - Xiao-Yu – gitara basowa (1996–1999) - Ellis – gitara (1995–1998) - Terry – perkusja (1995–1997) - Man 6 – gitara basowa (1995–1996) |

Oś czasu

## Dyskografia

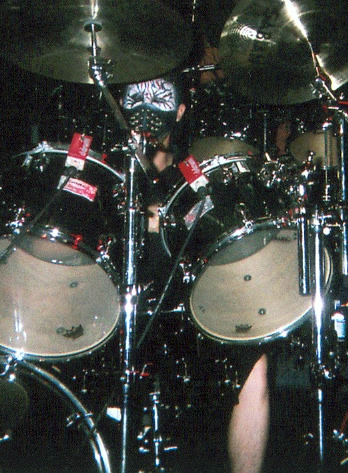
Dani Wang (Azathothian Hands) podczas koncertu w 2007 roku

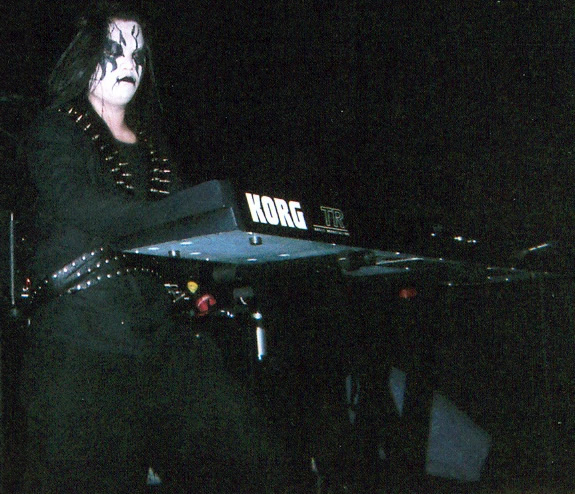
CJ Kao (Dispersed Fingers) podczas koncertu w 2007 roku

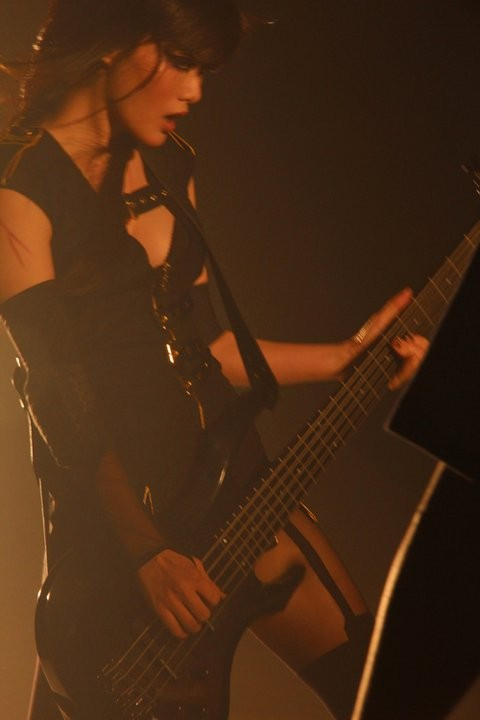
Doris Yeh (Thunder Tears) podczas koncertu w 2008 roku

Albumy studyjne
| 祖靈之流 (Where the Ancestors' Souls Gathered) | - Data: luty 1999 - Wydawca: wydanie własne                 | —   |
| 靈魄之界 (9th Empyrean)                        | - Data: 8 maja 2000 - Wydawca: Crystal                      | —   |
| 永劫輪迴 (Relentless Recurrence)               | - Data: 1 kwietnia 2002 - Wydawca: Crystal                  | —   |
| 賽德克巴萊 (Seediq Bale)                       | - Data: 30 lipca 2005 - Wydawca: TRA Music                  | —   |
| 十殿 (Mirror of Retribution)                   | - Data: 10 sierpnia 2009 - Wydawca: ULoud Music, Spinefarm  | —   |
| 高砂軍 (Takasago Army)                         | - Data: 6 lipca 2011 - Wydawca: ULoud Music, Spinefarm      | 122 |
| 武徳 (Bú-Tik)                                  | - Data: 29 maja 2013 - Wydawca: Ciongzo Idea, Spinefarm     | 52  |
| 失竊千年 (Timeless Sentence)                   | - Data: 29 września 2014 - Wydawca: Ciongzo Idea, Spinefarm | 216 |
| "—" album nie był notowany.                    |                                                             |     |

Albumy koncertowe
| 震氣蔓延 1995～2002 (Spread the Qi 1995 to 2002) | - Data: 2003 - Wydawca: TRA Music                           | —   |
| 登基十年 演唱會 (A Decade on the Throne)         | - Data: 18 września 2006 - Wydawca: Music543                | —   |
| 醒靈寺大決戦 (Final Battle at Sing Ling Temple)  | - Data: 15 lutego 2012 - Wydawca: Ciongzo Idea, Spinefarm   | 109 |
| 演武 (Ián-Bú)                                    | - Data: 2 listopada 2013 - Wydawca: Ciongzo Idea, Spinefarm | 102 |
| "—" album nie był notowany.                      |                                                             |     |

Kompilacje
| Tytuł                                                     | Dane dot. albumu                             |
| --------------------------------------------------------- | -------------------------------------------- |
| 鬼脈轉生 帝輪十年經典 (Anthology: A Decade on the Throne) | - Data: 18 kwietnia 2006 - Wydawca: Music543 |
| Pandemonium                                               | - Data: 28 stycznia 2008 - Wydawca: SPV GmbH |

Dema
| Tytuł                              | Dane dot. albumu                         |
| ---------------------------------- | ---------------------------------------- |
| 越海 第二乐章 - 深耕 (Deep Rising) | - Data: 1998 - Wydawca: wydanie własne   |
| 夢魘 (Nightmare)                   | - Data: 1999 - Wydawca: Fredmosa Records |

## Teledyski
| Tytuł                                              | Rok  | Reżyseria              | Album                        | Źródło |
| -------------------------------------------------- | ---- | ---------------------- | ---------------------------- | ------ |
| "Progeny Of Rmdax Tasing"                          | 2005 | —                      | 賽德克巴萊 (Seediq Bale)     | [ 17 ] |
| "Forty Nine Theurgy Chains"                        | 2009 | —                      | 十殿 (Mirror of Retribution) | [ 21 ] |
| "皇軍 (Takao)"                                     | 2011 | Zhuang Zhiwen          | 高砂軍 (Takasago Army)       | [ 27 ] |
| "玉碎 (Broken Jade)"                               | 2011 | Zhuang Zhiwen          | 高砂軍 (Takasago Army)       | [ 28 ] |
| "鎮魂醒靈寺 (Quell The Souls In Sing Ling Temple)" | 2011 | Zhuang Zhiwen          | 高砂軍 (Takasago Army)       | [ 29 ] |
| "暮沉武德殿 (Defenders Of Bú-Tik Palace)"          | 2013 | Zhuang Zhiwen          | 武徳 (Bú-Tik)                | [ 33 ] |
| "尼可拉斯 (Sail Into The Sunset's Fire)"           | 2013 | Lin Chun               | 武徳 (Bú-Tik)                | [ 34 ] |
| "破夜斬 (Supreme Pain For The Tyrant)"             | 2013 | 鄭文堂, 張肄峰         | 武徳 (Bú-Tik)                | [ 35 ] |
| "火燒島 (Set Fire To The Island)"                  | 2013 | Hoiji Huang, Alulu Kuo | 武徳 (Bú-Tik)                | [ 36 ] |
| "共和 (Next Republic)"                             | 2013 | Alulu Kuo              | 武徳 (Bú-Tik)                | [ 37 ] |
| "薰空 (Kaoru)"                                     | 2014 | —                      | 失竊千年 (Timeless Sentence) | [ 42 ] |
| "暮沉武德殿 (Defenders Of Bú-Tik Palace)"          | 2014 | —                      | 失竊千年 (Timeless Sentence) | [ 43 ] |

## Nagrody i wyróżnienia
| Rok  | Kategoria                 | Tytułem                      | Nagroda                         | Nota      | Źródło |
| ---- | ------------------------- | ---------------------------- | ------------------------------- | --------- | ------ |
| 2003 | Best Rock Group           | Chthonic                     | 金曲奖 (Golden Melody Awards)   | Laur      | [ 44 ] |
| 2009 | Best International Artist | Chthonic                     | Tibetan Music Awards            | Laur      | [ 45 ] |
| 2013 | Best Rock Album           | 武徳 (Bú-Tik)                | Golden Music Awards             | Laur      | [ 46 ] |
| 2013 | Best Band                 | Chthonic                     | Golden Music Awards             | Laur      | [ 46 ] |
| 2014 | Best Band                 | Chthonic                     | 金曲奖 (Golden Melody Awards)   | Nominacja | [ 47 ] |
| 2015 | Best Hokkien Album        | 失竊千年 (Timeless Sentence) | 金曲奖 (Golden Melody Awards)   | Nominacja | [ 48 ] |
| 2015 | Best Band                 | Chthonic                     | 金曲奖 (Golden Melody Awards)   | Nominacja | [ 48 ] |
| 2016 | Global Metal Award        | Chthonic                     | Metal Hammer Golden Gods Awards | Laur      | [ 49 ] |

## Gry wideo
| Tytuł                     | Rok  | Uwagi                               | Źródło |
| ------------------------- | ---- | ----------------------------------- | ------ |
| Chthonic - Rhythm Crusher | 2013 | aplikacja mobilna, Chun-Mu MediaTek | [ 50 ] |

## Filmografia
| Tytuł              | Rok  | Uwagi                                           | Źródło |
| ------------------ | ---- | ----------------------------------------------- | ------ |
| "UNlimited Taiwan" | 2007 | film krótkometrażowy, reżyseria: Cheng Wen-Tang | [ 51 ] |

## Publikacje
| Tytuł                                               | Rok  | Uwagi              |
| --------------------------------------------------- | ---- | ------------------ |
| 閃靈王朝: 臺灣搖滾鬼王10年全紀錄 (Chthonic Dynasty) | 2006 | ISBN 986-133-134-4 |